# 加布里埃爾·湯姆森
加布里埃爾·湯姆森（Gabriel Thomson，1986年10月27日—）是英國的一位演員。他最著名的作品是在英國情景喜劇我的家庭中飾演Michael Harper角色。他從四歲就開始演戲。